# Cuamio
Cuamio es una localidad del estado mexicano de Michoacán. Es parte del municipio de Cuitzeo.

## Toponimia
El nombre «Cuamio» proviene del purépecha: cuameni. Su significado es «Caer en el agua».

## Demografía
| Gráfica de evolución demográfica |
|                                  |

| Censo | Población |
| ----- | --------- |
| 1900  | 1 005     |
| 1910  | 1 023     |
| 1921  | 1 062     |
| 1930  | 1 117     |
| 1940  | 1 120     |
| 1950  | 1 627     |
| 1960  | 1 676     |
| 1970  | 2 260     |
| 1980  | 2 385     |
| 1990  | 1 863     |
| 2000  | 2 444     |
| 2010  | 2 180     |
| 2020  | 2 104     |